# Emblema de la Comunidad de Estados Independientes

Emblema de la Comunidad de Estados Independientes

El emblema de la Comunidad de Estados Independientes (en ruso: Содружество Независимых Государств) presenta un sol amarillo sobre un campo de color azul oscuro, con ocho postes doblados sosteniendo el sol. Los postes representan a los miembros de la CEI, que firmaron el Nuevo Tratado de la Unión el 21 de diciembre de 1991 (Armenia, Azerbaiyán, Kazajistán, Kirguistán, Moldavia, Tayikistán, Turkmenistán y Uzbekistán). El diseño (que refleja la bandera de la Comunidad) simboliza el deseo de asociación entre iguales, unidad, paz y estabilidad.